# Panesthia obscura
Panesthia obscura es una especie de cucaracha del género Panesthia, familia Blaberidae.

## Distribución
Esta especie se encuentra posiblemente en Indonesia.